# Médaille de 1812 (Russie)
La Médaille de la guerre de 1812 ou Médaille du souvenir de la guerre patriotique de 1812 (en russe Медаль «В память русско-японской войны») est une médaille commémorative décernée par l'Empire de Russie à ceux qui ont pris part à la guerre de 1812 contre par Napoléon lors de sa Campagne de Russie.

## Historique et modalités d'attribution
Par une oukase d'Alexandre Ier, publiée le 5 février 1813 à Saint-Pétersbourg, la médaille est décernée à tous les officiers, sous-officiers et hommes de troupe russes, ainsi qu'à tout le personnel médical, infirmier et religieux qui pris part à la guerre patriotique de 1812. Elle doit être portée à chaque occasion officielle, en préséance des autres décorations d'État, car elle représente le sacrifice et la volonté de la Russie de défendre ses frontières contre l'envahisseur le plus redouté de l'Europe de ce début de XIXe siècle.

« Chacun de vous sera digne de porter sur sa poitrine ce signe mémorable, cette preuve d'effort, de courage et de participation à la gloire ; car vous avez tous porté le même poids et respiré avec un courage unanime sur le champ de bataille. Vous pouvez donc être fier de cette médaille à juste titre. Elle révèle en vous les vrais enfants de la Patrie, bénis de Dieu. Vos ennemis, en la voyant sur votre poitrine, trembleront en sachant que sous elle brûle votre courage, non basé sur la peur ou l'intérêt personnel, mais sur l'amour et la foi en la pays. »

Le décret, signé le 22 décembre 1813, est pris par le commandant général de l'armée Barclay de Tolly pour la création d'une médaille d'argent, complétée huit mois plus tard par une concession également en bronze. Cette dernière décoration est destinée à récompenser les marchands et les membres de la noblesse qui, bien que n'ayant pas directement participé aux combats sur le terrain, ont financé l'effort de guerre. Pour toutes les autres catégories méritantes qui ne relèvent pas des deux catégories précédentes, l'octroi d'une médaille de bronze plus petite est instaurée en 1814.